# Réserves de biosphère en Iran
L’Iran compte 13 réserves de biosphères, qui comprennent des parcs nationaux, patrimoines naturelles, réserves écologiques et espaces protégés, accueillant plus de 8000 espèces de flore (dont environ 2500 espèces locales), 502 espèces d'oiseaux, 164 mammifères, 209 reptiles et 375 papillons.

## Historique
Après un délai de 34 ans, en 2010, Dena devient la dixième réserve de biosphère iranienne ; selon le département d’environnement, dans cette zone se gîtent plus de 1 520 espèces de flore et de faune. En 2019, une partie de cette zone est dévastée à cause d’incendie.
La réserve Tang-e Sayyad et Sabzkouh est reconnue mondialement en 2015.
Le 19 mars 2016 lors du 4e congrès mondial de réserves de biosphères à Lima, c’est Hamoun qui devient mondialement une réserve de biosphère. Il comprend 3 petits lacs nommés Hamoun Pouzac, Hamoun Sabouri et Hamoun Hirmand qui se rejoint parfois. Zone transfrontière entre l’Iran et de l’Afghanistan, l’aire protégée Hamoun est le seul gîte d’oiseaux migrateurs à l’est du pays,.
Située dans la province du Khorassan méridional, Kopet-Dag est la treizième réserve de biosphère du pays. Étant donné ses attractions naturelles, sa biodiversité riche et sa diversité culturelle avec des sociétés locales et nomades, elle est connue digne de devenir une réserve mondiale de biosphère.

## Liste
| Nom                                               | Province(s)                                                      | Année | Superficie (ha) | cf. |
| ------------------------------------------------- | ---------------------------------------------------------------- | ----- | --------------- | --- |
| Aire protégée Arjan et Parishan                   | Fars                                                             | 1976  | 56 729 ha       | ,   |
| Arasbaran                                         | Azerbaïdjan oriental                                             | 1976  | 125 255 ha      | ,   |
| Réserve de biosphère de Gueno                     | Hormozgan                                                        | 1976  | 43 000 ha       | ,   |
| Golestan                                          | Golestan, Khorassan septentrional                                | 1976  | 91 897 ha       | ,   |
| Forêts de mangrove de Qechm                       | Hormozgan                                                        | 1976  | 86 581 ha       | ,   |
| Parc national de Kavir                            | Ispahan, Qom, Semnan, Téhéran                                    | 1976  | 691 169 ha      | ,   |
| Lac d'Ourmia                                      | Azerbaïdjan occidental, Azerbaïdjan oriental                     | 1976  | 570 000 ha      | ,   |
| Péninsule Miankaleh                               | Mazandéran                                                       | 1976  | 68 800 ha       | ,   |
| Parc national de Khartouran                       | Khorassan-e Razavi, Semnan                                       | 1976  | 1 441 523 ha    | ,   |
| Dena                                              | Ispahan, Kohguilouyeh-et-Bouyer-Ahmad, Tchaharmahal-et-Bakhtiari | 2010  | 255 537 ha      | ,   |
| Réserve de biosphère de Tang-e-Sayyâd et Sabzkouh | Tchaharmahal-et-Bakhtiari                                        | 2015  | 532 878 ha      | ,   |
| Lac Hamun                                         | Sistan-et-Baloutchistan, Nimroz ( Afghanistan)                   | 2016  | 977 158 ha      | ,   |
| Kopet-Dag                                         | Khorassan septentrional                                          | 2018  | 34 484 ha       | ,   |

## Galerie

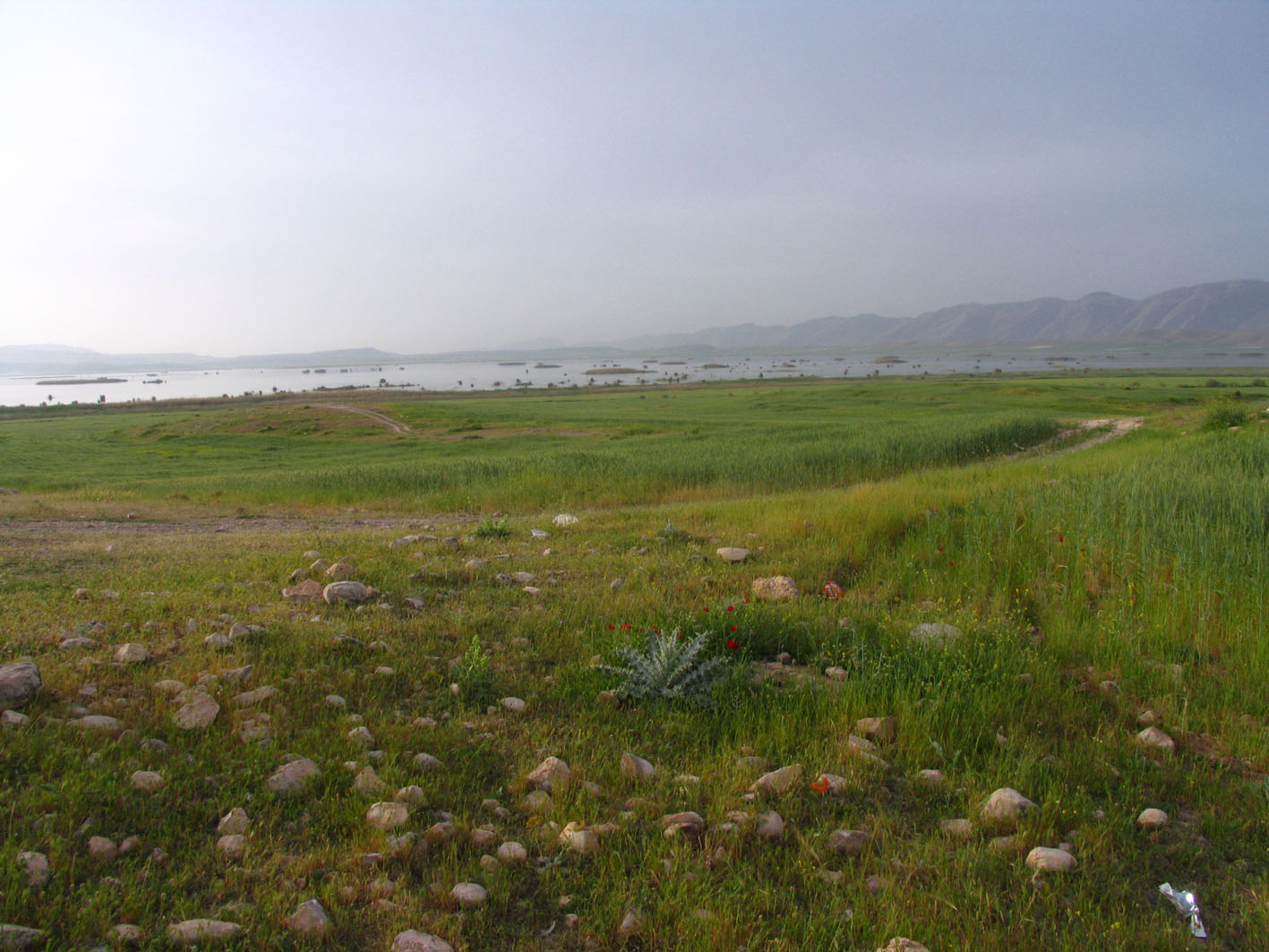
Lac Parishan
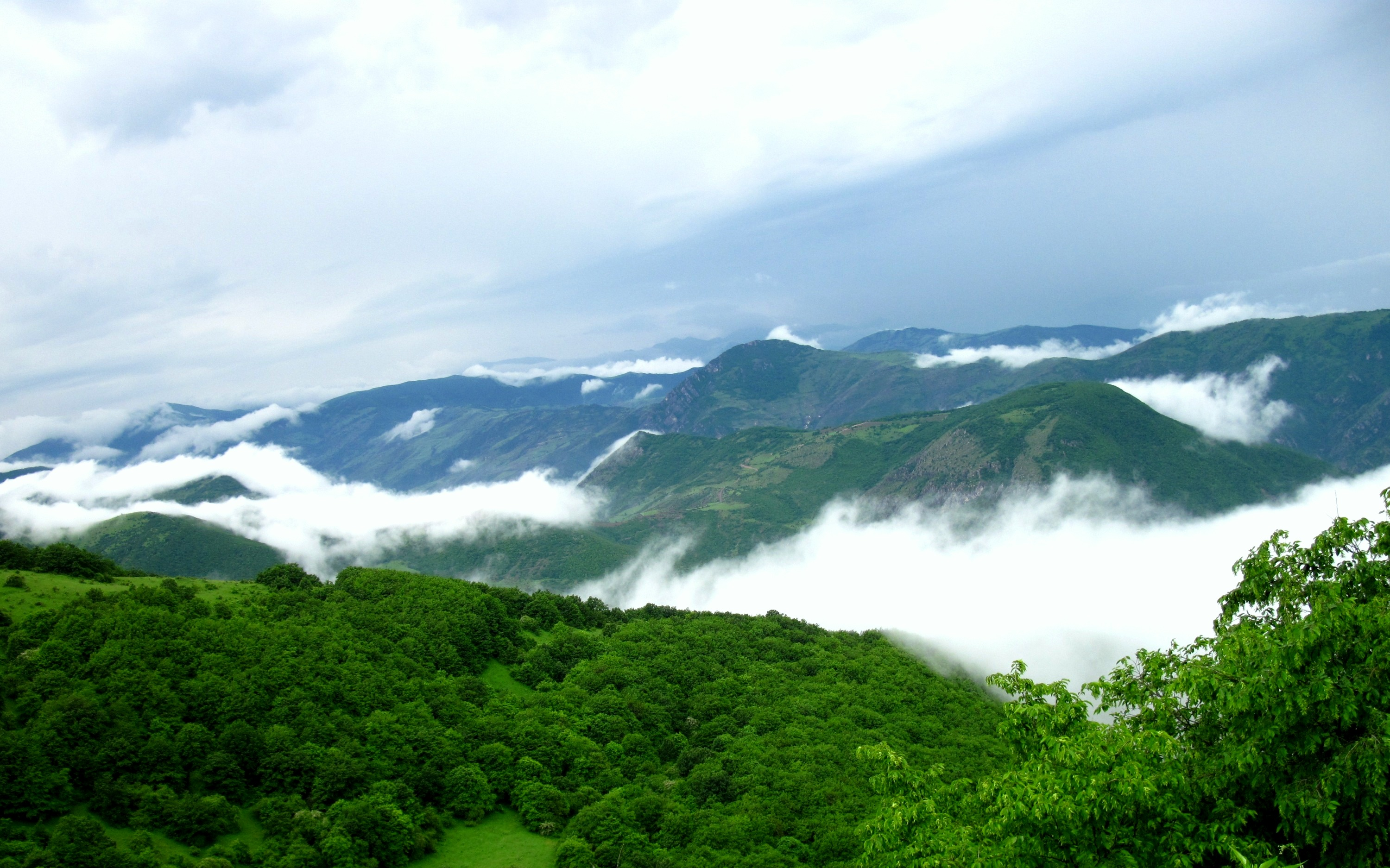
Arasbaran
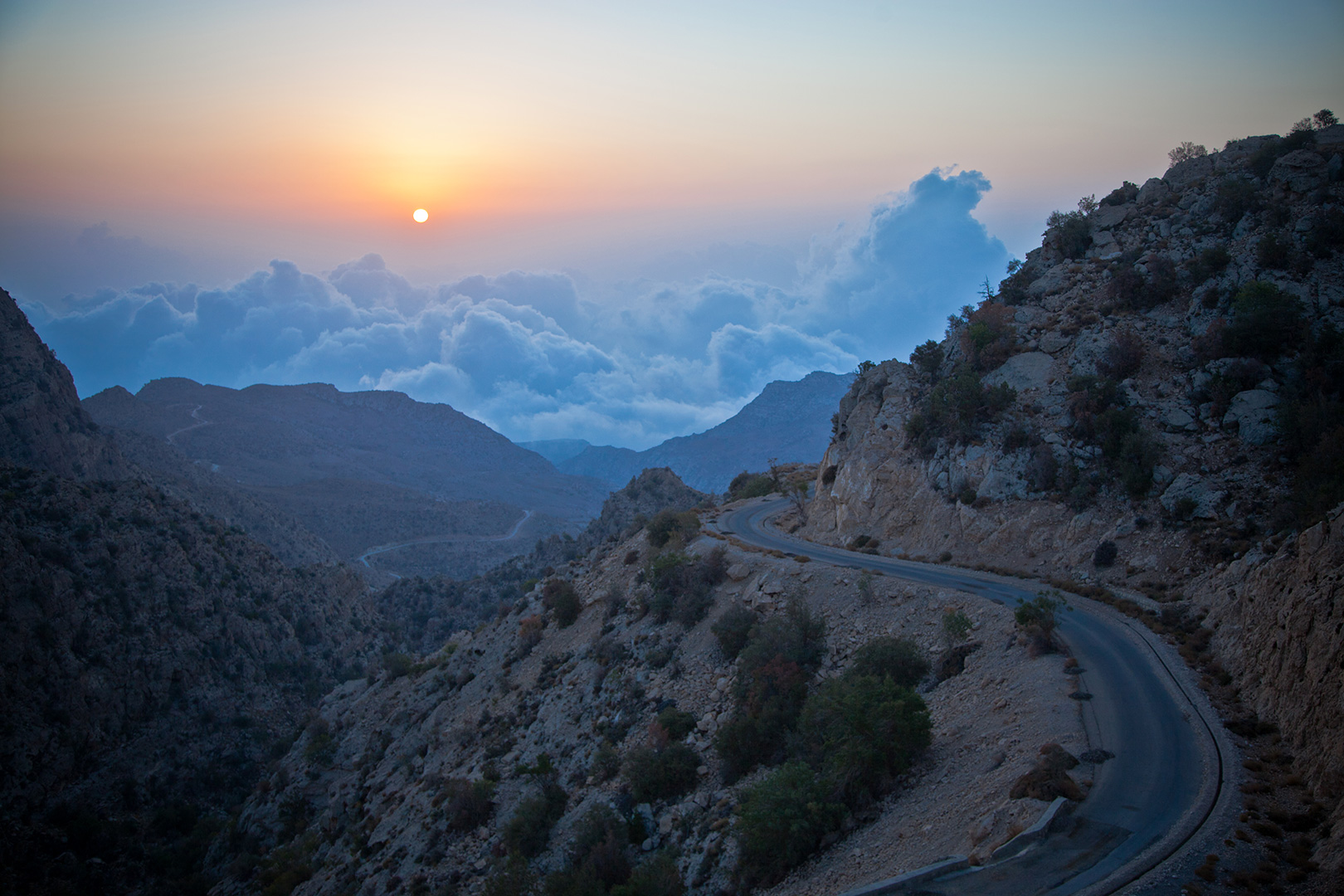
Gueno
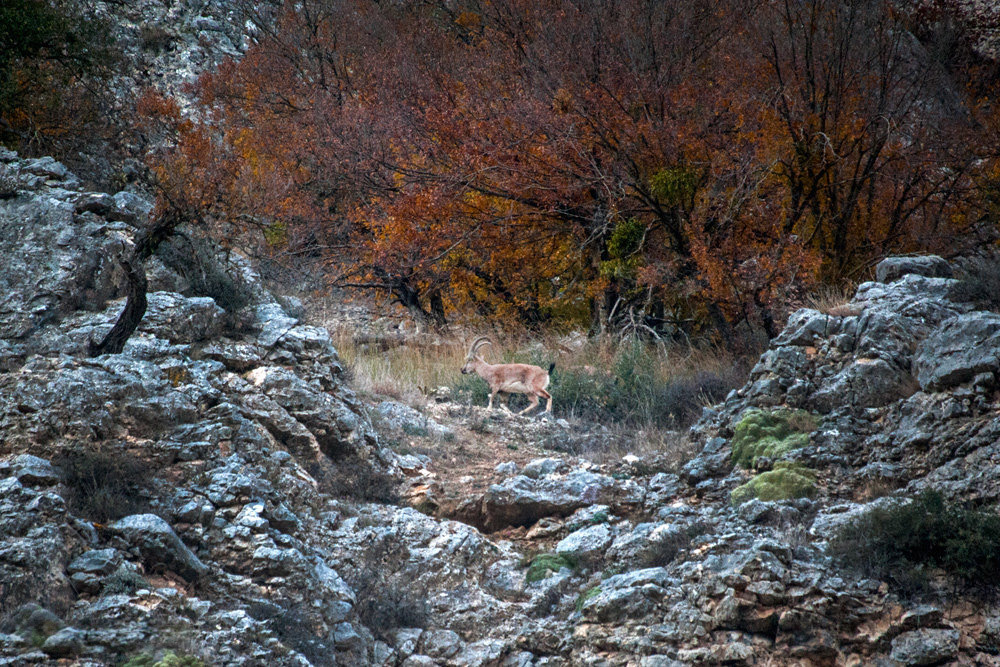
Golestan
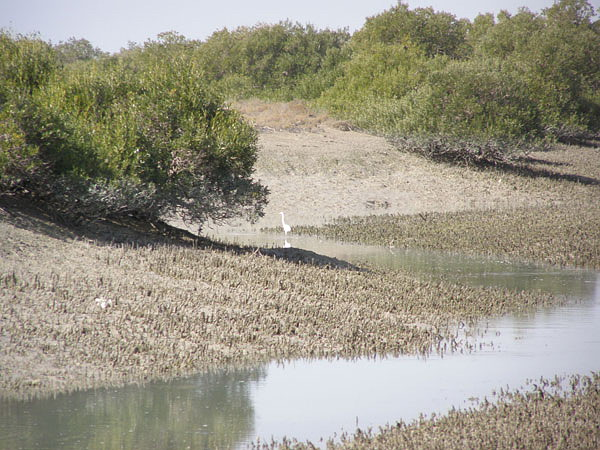
Forêts de mangrove
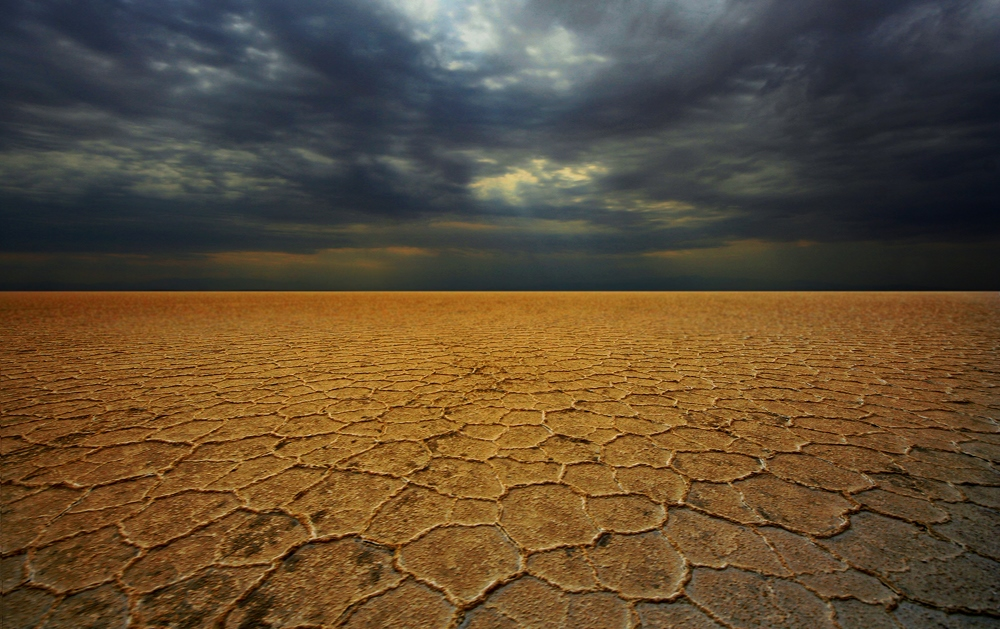
Kavir
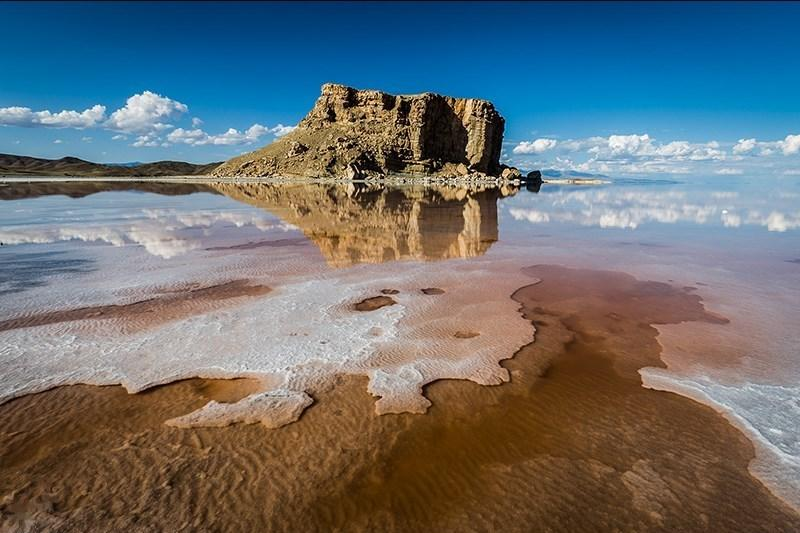
Ourmia
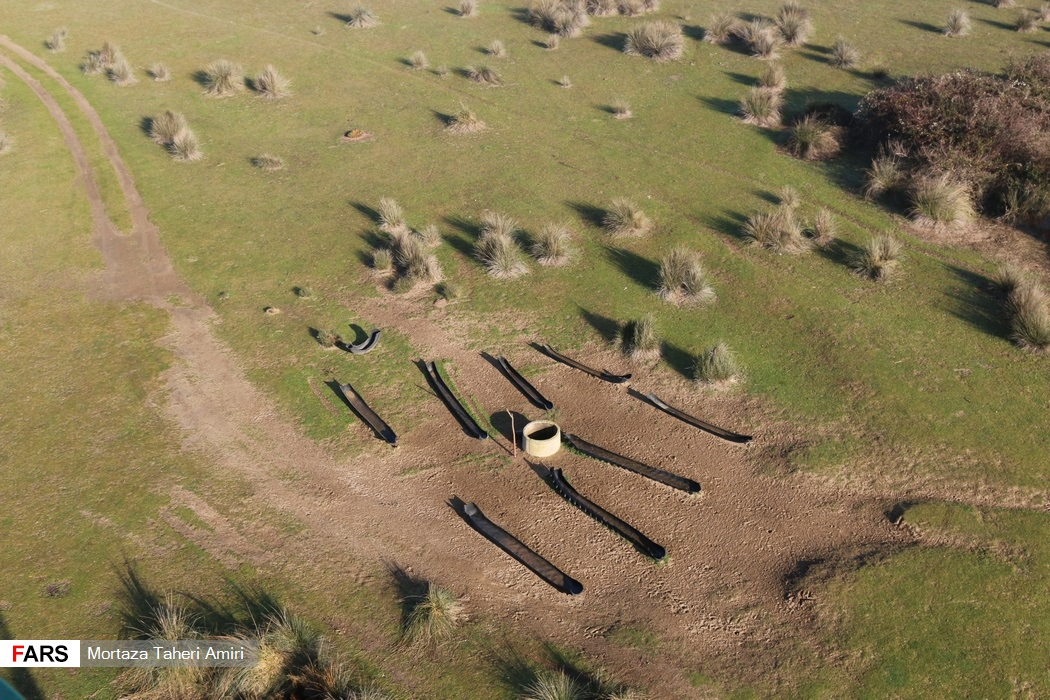
Miankaleh
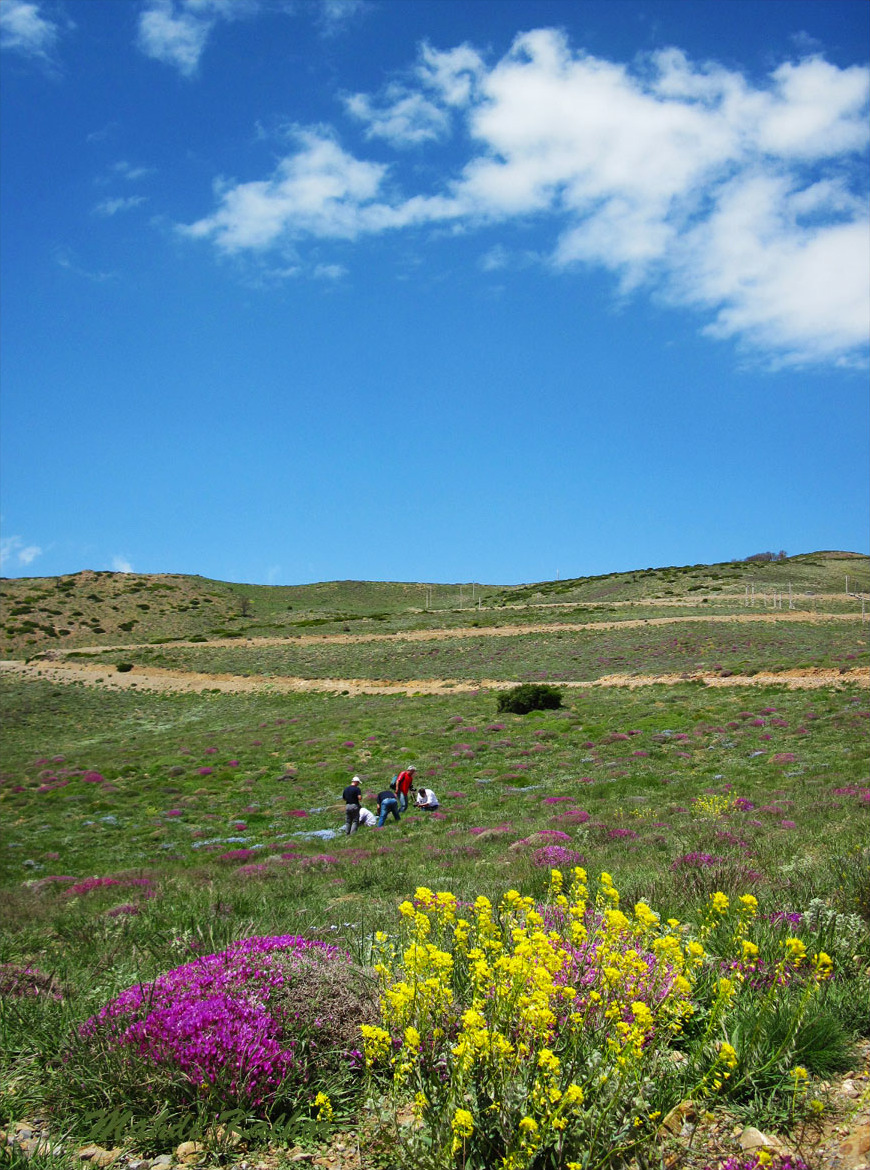
Khartouran
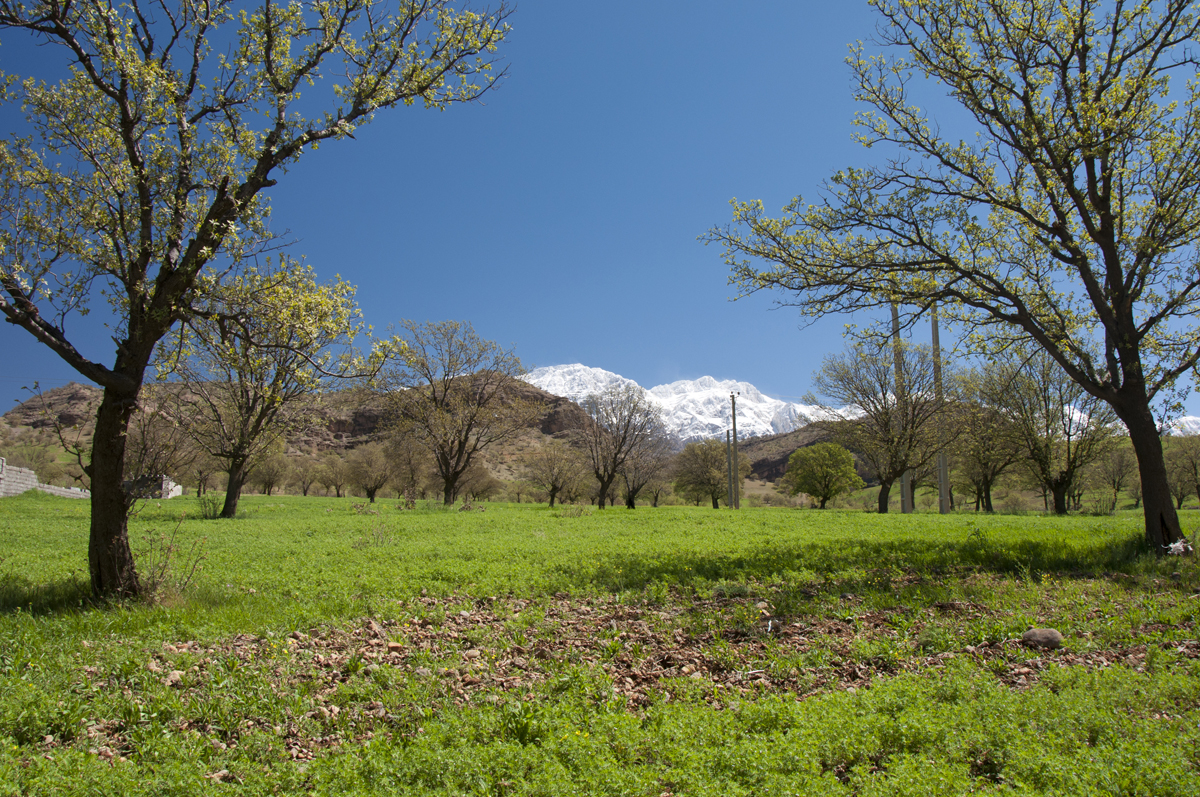
Dena
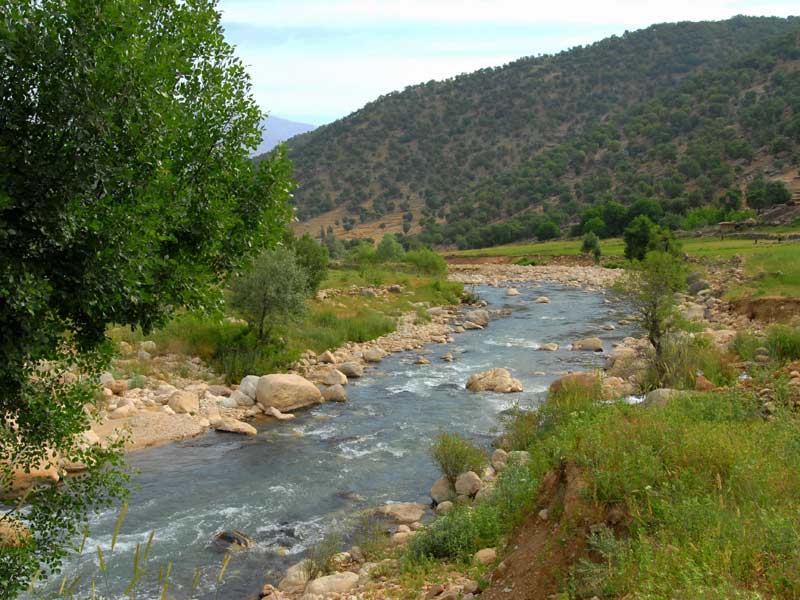
Tang-e Sayyad
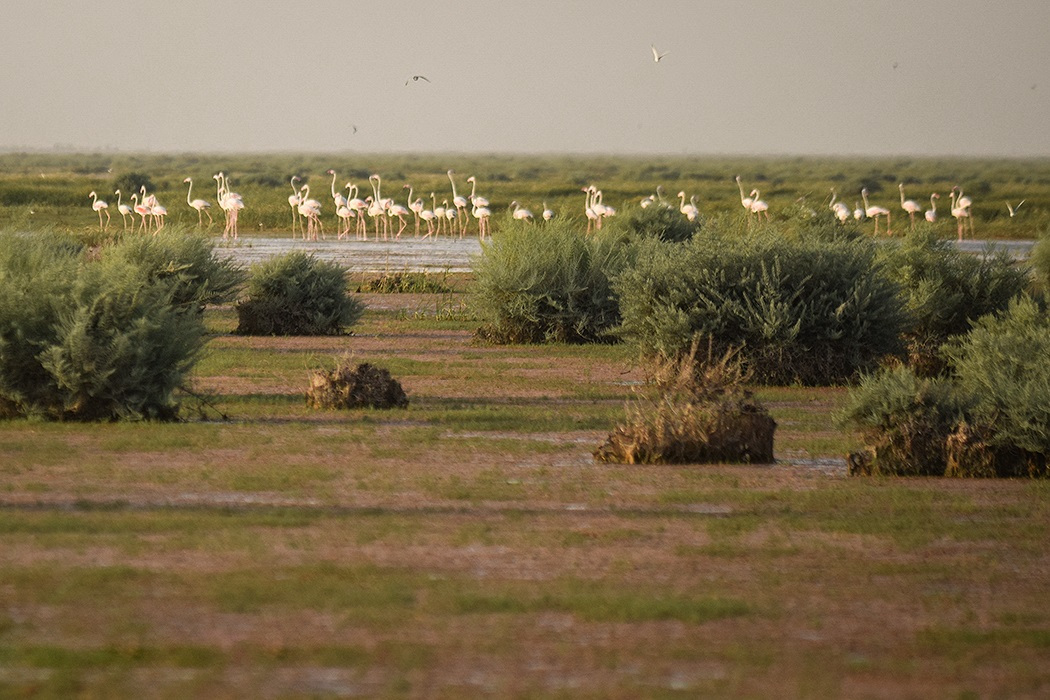
Hamoun
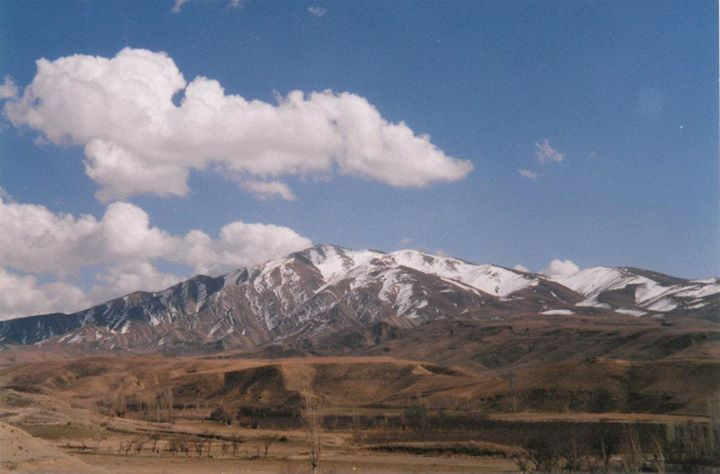
Kopet-Dag